# Dwikorakabinet I
Het Dwikorakabinet I (Indonesisch: Kabinet Dwikora I) was een Indonesisch kabinet in de periode van geleide democratie, in de jaren 1964-1966. Het was het vijfde kabinet waarin president Soekarno ook de rol van minister-president op zich had genomen.

## Aanleiding
De naam van het kabinet, Dwikora, was een afkorting van Dwi Komando Rakyat: "Tweevoudige Opdracht van het Volk". Dit verwees naar een toespraak van Soekarno op 3 mei 1964 met die naam, waarin hij aangaf dat Indonesië twee belangrijke taken had: "het versterken van de nationale verdediging en de liquidatie van Maleisië." Het eerste punt, "bescherming en voortzetting van de Indonesische revolutie", was een manier voor Soekarno om zijn concept van geleide democratie verder door te voeren en ook zijn eigen rol als 'held van de revolutie' van 1945 verder te versterken. Het tweede punt, Ganyang Malaysia ("vernietiging van Maleisië"), was onderdeel van de Konfrontasi, en Soekarno wilde 21 miljoen vrijwilligers mobiliseren voor de strijd tegen het buurland. Op 17 augustus 1964, precies 19 jaar na het uitroepen van de Indonesische onafhankelijkheid, hield president Soekarno een toespraak met de titel Tahun Vivere Pericoloso (afgekort Tavip), waarbij tahun Indonesisch is voor "jaar" en Vivere Pericoloso Italiaans voor "gevaarlijk leven". Hierin werden de punten van Dwikora nog eens bevestigd, en kort daarna hief Soekarno zijn Kabinet Kerja IV op en het Kabinet Dwikora werd ingesteld om klaar te zijn voor de nieuwe uitdagingen.

## Terugtrekking uit de VN
In lijn met Soekarno's buitenlandse politiek van onafhankelijkheid van de machtsblokken van de Koude Oorlog (zoals ook besproken tijdens de Bandungconferentie van 1955) kwam hij steeds meer in botsing met westerse landen zoals de VS en het VK. Tegelijkertijd was het conflict met buurland Maleisië gaande: de Konfrontasi. Toen Maleisië in 1965 gekozen werd als lid van de Veiligheidsraad van de Verenigde Naties was voor Soekarno de maat vol, en Indonesië trok zich terug als VN-lid. Indonesië is het enige land dat ooit zelf uit de VN is gestapt. Soekarno richtte de CONEFO (Conference of the New Emerging Forces) op als alternatief voor de VN, maar enkel China, Noord-Korea en Vietnam werden lid. Nadat luitenant-generaal Soeharto de macht van Soekarno had overgenomen werd Indonesië in de regeerperiode van het Kabinet Ampera I in 1966 weer VN-lid.

## Poging tot staatsgreep en massamoorden
Tijdens de regeerperiode van het Kabinet Dwikora I vond er, in de nacht van 30 september op 1 oktober 1965, een poging tot staatsgreep plaats door de '30-Septemberbeweging' (Gerakan 30 September of G30S): dit staat bekend als de Kudeta. Bij de poging tot staatsgreep werden zes hoge militairen gedood, waaronder commandant van de landmacht (en tevens minister) Ahmad Yani. Coördinerend minister voor defensie en veiligheid Abdul Harris Nasution was een belangrijk doelwit geweest, maar hij overleefde. Zijn vijfjarige dochter Ade Irma Suryani Nasution en zijn adjudant Pierre Tendean werden wel gedood.
Terwijl Soekarno weigerde partij te kiezen, werd door het leger — onder leiding van generaal Soeharto — de schuld aan de communisten van de Communistische Partij van Indonesië (PKI) gegeven. Dit leidde de Indonesische massamoord van 1965-66 in. Ook verschillende communistische politici werden gedood, waaronder de kabinetsleden D.N. Aidit, M.H. Lukman en Njoto. Tegen het einde van de massamoord, in februari 1966, probeerde Soekarno zijn eigen positie weer te verstevigen door het "Verbeterde Dwikora-kabinet" (Kabinet Dwikora Yang Disempurnakan oftewel Dwikorakabinet II) te installeren, wat maar van korte duur zou zijn.

## Samenstelling
Net als bij de vorige kabinetten van Soekarno werd het aantal ministers wederom vergroot. Het Kabinet Dwikora I bestond uit meer dan 100 ministers en andere beambten met de status van minister.

### Leiders van het kabinet
| Nr. | Ministerspost                         | Minister | Minister         | Partij   |
| --- | ------------------------------------- | -------- | ---------------- | -------- |
| 1   | Minister-President (tevens president) |          | Soekarno         |          |
| 2   | Vicepremier I                         |          | Soebandrio       |          |
| 3   | Vicepremier II                        |          | Johannes Leimena | Parkindo |
| 4   | Vicepremier III                       |          | Chaerul Saleh    | Murba    |

### Ministers direct onder de president en het presidium
| Nr. | Ministerspost                                                            | Minister | Minister                | Partij |
| --- | ------------------------------------------------------------------------ | -------- | ----------------------- | ------ |
| 5   | Coördinerend Minister voor Uitvoering van de Geleide Democratie          |          | Adam Malik              | Murba  |
| 6   | Minister / Hoofd van de Speciale Hoofdstedelijke Regio Jakarta           |          | Soemarno Sosroatmodjo   |        |
| 7   | Ministers van Staat                                                      |          | Oei Tjoe Tat            |        |
| 8   | Ministers van Staat                                                      |          | Njoto                   | PKI    |
| 9   | Ministers van Staat                                                      |          | Arifin Harahap          |        |
| 10  | Ministers van Staat                                                      |          | Moedjoko Koesoemodirdjo |        |
| 11  | Ministers van Staat                                                      |          | Achmad Sukendro         |        |
| 12  | Ministers van Staat                                                      |          | Boegie Soepeno          |        |
| 13  | Ministers van Staat                                                      |          | Ibnu Sutowo             |        |
| 14  | Ministers van Staat                                                      |          | Aminuddin Azis          |        |
| 15  | (Coördinerend) Minister van Nationale Ontwikkelingsplanning              |          | Soeharto Sastrosoeyoso  | PNI    |
| 16  | (Coördinerend) Minister / Voorzitter van de Financiële Controlecommissie |          | Hamengkoeboewono IX     |        |

### Thematische ministersgroepen

#### Buitenlandse Zaken
| Nr. | Ministerspost                                                                         | Minister | Minister   | Partij |
| --- | ------------------------------------------------------------------------------------- | -------- | ---------- | ------ |
| 17  | Coördinerend Minister van Buitenlandse Zaken en Buitenlandse Economische Betrekkingen |          | Soebandrio |        |

#### Recht en Binnenlandse Zaken
| Nr. | Ministerspost                                         | Minister | Minister              | Partij |
| --- | ----------------------------------------------------- | -------- | --------------------- | ------ |
| 18  | Coördinerend Minister van Recht en Binnenlandse Zaken |          | Wirjono Prodjodikoro  |        |
| 19  | Minister van Binnenlandse Zaken                       |          | Soemarno Sosroatmodjo |        |
| 20  | Minister van Justitie                                 |          | Astrawinata           |        |
| 21  | Minister / Voorzitter van het Hooggerechtshof         |          | Wirjono Prodjodikoro  |        |
| 22  | Minister / Procureur-generaal                         |          | A. Soethardio         |        |

#### Defensie en Veiligheid
| Nr. | Ministerspost                                                                     | Minister                                         | Minister                          | Partij |
| --- | --------------------------------------------------------------------------------- | ------------------------------------------------ | --------------------------------- | ------ |
| 23  | Coördinerend Minister van Defensie en Veiligheid / Stafchef van de Strijdkrachten |                                                  | Abdul Harris Nasution             | IPKI   |
| 24  | Minister / Commandant van de landmacht                                            |                                                  | Ahmad Yani (tot 1 oktober 1965)   |        |
| 24  | Minister / Commandant van de landmacht                                            | Pranoto Reksosamodra (van 3 tot 14 oktober 1965) |                                   |        |
| 24  | Minister / Commandant van de landmacht                                            | Soeharto (vanaf 14 oktober 1965)                 |                                   |        |
| 25  | Minister / Commandant van de marine                                               |                                                  | Eddy Martadinata                  |        |
| 26  | Minister / Commandant van de luchtmacht                                           |                                                  | Omar Dhani (tot 27 november 1965) |        |
| 26  | Minister / Commandant van de luchtmacht                                           | Sri Mulyono Herlambang (vanaf 27 november 1965)  |                                   |        |
| 15  | Minister / Commandant van de politie                                              |                                                  | Soetjipto Joedodihardjo           |        |

#### Financiën
| Nr. | Ministerspost                       | Minister | Minister              | Partij |
| --- | ----------------------------------- | -------- | --------------------- | ------ |
| 28  | Coördinerend Minister van Financiën |          | Soemarno              | PNI    |
| 29  | Minister voor Centrale Bank-zaken   |          | T. Jusuf Muda Dalam   | PNI    |
| 30  | Minister van de Staatsbegroting     |          | Surjadi               |        |
| 31  | Minister van de Staatsinkomsten     |          | Hoegeng Imam Santoso  |        |
| 32  | Minister van Verzekeringszaken      |          | Sutjipto S. Amidharmo |        |

#### Ontwikkeling
| Nr. | Ministerspost                                 | Minister | Minister                      | Partij |
| --- | --------------------------------------------- | -------- | ----------------------------- | ------ |
| 33  | Coördinerend Minister van Ontwikkeling        |          | Chaerul Saleh                 | Murba  |
| 34  | Minister van Bank- en Kapitaalzaken           |          | JD Massie                     |        |
| 35  | Minister van Arbeid                           |          | Sutomo                        |        |
| 36  | Minister van Nationale Onderzoekszaken        |          | Soedjono Djoened Poesponegoro |        |
| 37  | Minister van Olie en Aardgas                  |          | Chaerul Saleh                 | Murba  |
| 38  | Minister van Mijnbouw                         |          | Armunanto                     |        |
| 39  | Minister van Basisindustrie                   |          | Hadi Thayeb                   |        |
| 40  | Minister van Veteranenzaken en Demobilisering |          | Sarbini                       |        |

#### Landbouw en Landzaken
| Nr. | Ministerspost                                                  | Minister | Minister         | Partij |
| --- | -------------------------------------------------------------- | -------- | ---------------- | ------ |
| 41  | Coördinerend Minister van Agrarische Ontwikkeling en Landzaken |          | Sadjarwo         | BTI    |
| 42  | Minister van Landbouw                                          |          | Sadjarwo         | BTI    |
| 43  | Minister van Tuinbouw                                          |          | Frans Seda       | PK     |
| 44  | Minister van Bosbouw                                           |          | Soedjarwo        |        |
| 45  | Minister van Landzaken                                         |          | Rudolf Hermanses |        |
| 46  | Minister voor de Ontwikkeling van de Dorpsbevolking            |          | Ipik Gandamana   | IPKI   |
| 47  | Minister van Watervoorziening                                  |          | Surachman        |        |

#### Openbare Werken en Energie
| Nr. | Ministerspost                                                                   | Minister | Minister               | Partij |
| --- | ------------------------------------------------------------------------------- | -------- | ---------------------- | ------ |
| 48  | Coördinerend Minister van Openbare Werken en Energie                            |          | Suprajogi              |        |
| 49  | Minister voor Elektriciteit en Energie                                          |          | Setiadi Reksoprodjo    |        |
| 50  | Minister van Basiswatervoorziening                                              |          | P.C. Harjasudirdja     |        |
| 51  | Minister van Wegenbouw                                                          |          | Hartawan Wirjodiprodjo |        |
| 52  | Minister van Nederzettingen                                                     |          | David Gee Cheng        |        |
| 53  | Minister voor de hoofdweg van Sumatra                                           |          | Slamet Bratanata       |        |
| 54  | Minister van Staat van Openbare Werken en Energie voor de Evaluatie van de Bouw |          | Soetami                |        |

#### Volksindustrie
| Nr. | Ministerspost                                      | Minister | Minister          | Partij |
| --- | -------------------------------------------------- | -------- | ----------------- | ------ |
| 55  | Coördinerend Minister van Volksindustrie           |          | Abdul Azis Saleh  |        |
| 56  | Minister van Kleine Industrie                      |          | Muhammad Jusuf    |        |
| 57  | Minister van Textielindustrie                      |          | Ashari Danudirdjo |        |
| 58  | Minister van Ambacht                               |          | Abdul Azis Saleh  |        |
| 59  | Minister van Volksindustrie voor "Zelfredzaamheid" |          | T.D. Pardede      |        |

#### Distributie
| Nr. | Ministerspost                                                   | Minister | Minister         | Partij   |
| --- | --------------------------------------------------------------- | -------- | ---------------- | -------- |
| 60  | Coördinerend Minister van Distributie                           |          | Johannes Leimena | Parkindo |
| 61  | Minister van Binnenlandse Handel                                |          | Achmad Jusuf     |          |
| 62  | Minister van Grondtransport, Post, Telecommunicatie en Toerisme |          | Hidajat          |          |
| 63  | Minister van Luchtvaart                                         |          | Partono          |          |
| 64  | Minister van Transmigratie en Coöperaties                       |          | Achadi           |          |

#### Maritieme Zaken
| Nr. | Ministerspost                             | Minister | Minister           | Partij |
| --- | ----------------------------------------- | -------- | ------------------ | ------ |
| 65  | Coördinerend Minister van Maritieme Zaken |          | Ali Sadikin        |        |
| 66  | Minister van Zeevaart                     |          | Ali Sadikin        |        |
| 67  | Minister van Visserij en Zeebeheer        |          | Hamzah Atmohandojo |        |
| 68  | Minister van Maritieme Industrie          |          | Mardanus           |        |

#### Welvaart
| Nr. | Ministerspost                      | Minister | Minister             | Partij       |
| --- | ---------------------------------- | -------- | -------------------- | ------------ |
| 69  | Coördinerend Minister van Welvaart |          | Muljadi Djojomartono | v/h Masjoemi |
| 70  | Minister van Sociale Zaken         |          | Rusiah Sardjono      |              |
| 71  | Minister van Gezondheid            |          | Satrio               |              |

#### Godsdienst
| Nr. | Ministerspost                                             | Minister | Minister        | Partij |
| --- | --------------------------------------------------------- | -------- | --------------- | ------ |
| 72  | Coördinerend Minister van Godsdienst                      |          | Saifuddin Zuhri | NU     |
| 73  | Minister van Godsdienst                                   |          | Saifuddin Zuhri | NU     |
| 74  | Minister van Hadj                                         |          | Farid Ma'ruf    |        |
| 75  | Minister van Verhoudingen met Oelama's                    |          | Muhammad Ilyas  |        |
| 76  | Minister ter ondersteuning van de Minister van Godsdienst |          | Fattah Jasin    | NU     |

#### Onderwijs en Cultuur
| Nr. | Ministerspost                                  | Minister | Minister                | Partij |
| --- | ---------------------------------------------- | -------- | ----------------------- | ------ |
| 77  | Coördinerend Minister van Onderwijs en Cultuur |          | Prijono                 | Murba  |
| 78  | Minister van Basisonderwijs en Cultuur         |          | Artati Marzuki-Sudirdjo |        |
| 79  | Minister van Hoger Onderwijs en Wetenschap     |          | Syarief Thayeb          |        |
| 80  | Minister van Sport                             |          | Maladi                  |        |

#### Verhoudingen met het Volk
| Nr. | Ministerspost | Minister | Minister          | Partij |
| --- | --- | -------- | ----------------- | ------ |
| 81  | Coördinerend Minister van Verhoudingen met het Volk                                                                                      |          | Roeslan Abdulgani | PNI    |
| 82  | Minister van Informatie |          | Achmadi           |        |
| 83  | Minister van Verhoudingen met de Volksvertegenwoordigingsraad, het Raadgevend Volkscongres, het Hoge Adviesorgaan en het Nationaal Front |          | W.J. Rumambi      |        |
| 84  | Minister / Secretaris-Generaal van het Nationaal Front                                                                                   |          | Soedibjo          | PSII   |

### Overige ministers
| Nr. | Ministerspost                                                                   | Minister | Minister               | Partij |
| --- | ------------------------------------------------------------------------------- | -------- | ---------------------- | ------ |
| 85  | Minister / Adviseur van de President / Eerste Minister voor Fondsenmobilisatie  |          | Notohamiprodjo         |        |
| 86  | Minister van Staat / Adviseur van de President                                  |          | Iwa Koesoemasoemantri  |        |
| 87  | Minister / Militair Adviseur van de President                                   |          | Soerjadi Soerjadarma   |        |
| 88  | Minister / Adviseur van de President voor Binnenlandse Veiligheid               |          | Soekarno Djojonegoro   |        |
| 89  | Minister / Adviseur van de President voor Politiezaken                          |          | Sunarto                |        |
| 90  | Minister van Staat voor advies aan de president / commandant der strijdkrachten |          | Sri Mulyono Herlambang |        |
| 91  | Minister / Hoofd van het nationale veiligheidsagentschap                        |          | Wilujo Puspojudo       |        |

### Beambten met de status van coördinerend minister
| Nr. | Ministerspost                                                                   | Minister | Minister           | Partij |
| --- | ------------------------------------------------------------------------------- | -------- | ------------------ | ------ |
| 92  | Voorzitter van het Tijdelijke Raadgevend Volkscongres (MPRS)                    |          | Chaerul Saleh      | Murba  |
| 93  | Voorzitter van de Volksvertegenwoordigingsraad voor "Wederzijdse Hulp" (DPR-GR) |          | Arudji Kartawinata |        |
| 94  | Vicevoorzitters van het Tijdelijke Raadgevend Volkscongres (MPRS)               |          | Ali Sastroamidjojo | PNI    |
| 95  | Vicevoorzitters van het Tijdelijke Raadgevend Volkscongres (MPRS)               |          | Idham Chalid       | NU     |
| 96  | Vicevoorzitters van het Tijdelijke Raadgevend Volkscongres (MPRS)               |          | D.N. Aidit         | PKI    |
| 97  | Vicevoorzitters van het Tijdelijke Raadgevend Volkscongres (MPRS)               |          | Wilujo Puspojudo   |        |

### Beambten met de status van minister
| Nr. | Ministerspost                                                                        | Minister | Minister                  | Partij |
| --- | ------------------------------------------------------------------------------------ | -------- | ------------------------- | ------ |
| 98  | Staatssecretaris                                                                     |          | Mohammad Ichsan           |        |
| 99  | Secretaris voor het Presidium                                                        |          | Abdulwahab Surjadiningrat |        |
| 100 | Tweede Vicevoorzitter van het Hoge Adviesorgaan (DPA)                                |          | Sujono Hadinoto           |        |
| 101 | Vicevoorzitters van de Volksvertegenwoordigingsraad voor "Wederzijdse Hulp" (DPR-GR) |          | Achmad Sjaichu            |        |
| 102 | Vicevoorzitters van de Volksvertegenwoordigingsraad voor "Wederzijdse Hulp" (DPR-GR) |          | IGG Subamia               |        |
| 103 | Vicevoorzitters van de Volksvertegenwoordigingsraad voor "Wederzijdse Hulp" (DPR-GR) |          | M.H. Lukman               | PKI    |
| 104 | Vicevoorzitters van de Volksvertegenwoordigingsraad voor "Wederzijdse Hulp" (DPR-GR) |          | Mursalin Daeng Mamangung  |        |
| 105 | Leidinggevenden van de Financiële Controlecommissie                                  |          | Sukardan                  |        |
| 106 | Leidinggevenden van de Financiële Controlecommissie                                  |          | Radius Prawiro            |        |
| 107 | Leidinggevenden van de Financiële Controlecommissie                                  |          | Mochtar Usman             |        |
| 108 | Directeur-Generaal van het Nationale Kernenergie-agentschap                          |          | G.A. Siwabessy            |        |